# Belle Black
Isabella "Belle" Black Brady is een personage uit de soapserie Days of our Lives. De rol werd al door verschillende actrices gespeeld. Belle werd op het scherm geboren in 1993 en in 1999 werd ze verouderd naar 15 jaar en was toen even oud als Shawn-Douglas Brady, die in feite zes jaar eerder in de serie geboren werd en toen ook een paar jaar ouder gemaakt werd. Kirsten Storms speelde de rol van 1999 tot 2004, toen werd ze vervangen door Charity Rahmer, maar het klikte niet met haar en werd ze vervangen door Martha Madison nog voor de eerste aflevering met Rahmer op het scherm kwam. Madison bleef tot 2008. Ze keerde terug in 2015. 

## Personagebeschrijving
Belle is de dochter van John Black en Marlena Evans. Oorspronkelijk dacht iedereen dat ze de dochter was van Roman Brady, maar in feite was Belle het product van een onenightstand tussen John en Marlena. Het was haar halfzus Sami die de waarheid ontdekte en dit maandenlang geheim hield. Ze ontvoerde Belle zelfs en wilde haar laten opgeven voor adoptie. Nadat Stefano DiMera het dagboek van Sami gelezen had onthulde hij de ware toedracht over Belle. Roman was er het hart van in en verliet Salem in 1994. Belle kwam slechts sporadisch in beeld en had zo goed als geen verhaallijn. In 1999 was ze bruidsmeisje toen haar ouders eindelijk trouwden. Toen John en Marlena terugkwamen van hun huwelijksreis was Belle plotseling 15 jaar geworden.
De volgende tijd werd ze een belangrijk personage en er kwamen vele leeftijdsgenoten in de serie. Haar beste vriendin is al sinds jaar en dag Mimi Lockhart. Philip Kiriakis werd verliefd op Belle, maar haar aandacht ging al snel uit naar Shawn-Douglas Brady. Eind 1999 kwam Chloe Lane naar Salem. Ze kleedde zich altijd zwart, had een witte huid en een bril. Ze zag er onverzorgd uit en iedereen pestte haar. Belle was een van de weinige mensen die aandacht schonk aan Chloe en bevriend wilde zijn met haar.
In de zomer van 2000 ging Belle samen met haar klasgenoten naar een eiland nabij Puerto Rico. Zij en Shawn hadden echter nog een verborgen agenda want ze zochten naar de verdwenen robijn van Shawns overgrootmoeder Alice Horton. De crimineel Paul Mendez ging ook mee op reis en zat ook achter de robijn aan. Zij en Shawn waren erg tot elkaar aangetrokken, maar ze wilden de liefde niet bedrijven vooraleer ze getrouwd waren. Belle kwam bijna om het leven toen Paul haar in een diepe put gooide, maar ze werd uiteindelijk gered en Paul werd doodgeschoten door Jan Spears.
Eens terug in Salem vertelde Jan aan Shawn dat ze verkracht was door Paul op het eiland en dat ze nu zwanger was. Shawn wilde verhoeden dat iedereen te weten kwam dat ze verkracht was en vertelde dat hij de vader was, hoewel dit zijn relatie met Belle op de klippen deed lopen. Belle was er kapot van en kon niet geloven dat iemand die ze vertrouwde haar zo kon kwetsen. Aan het einde van het schooljaar kwam de waarheid aan het licht en Belle kon Shawn vergeven.
Tijdens de zomer van 2002 was er een meteoorregen boven Salem. Belle en Shawn zagen iets landen wat op een ruimteschip leek. Ze redden de passagiers, die eruitzagen als mensen, maar waarvan ze dachten dat het buitenaardse wezens waren. Ze verzorgden hen en probeerden hen voor de rest van Salem te verbergen. Shawn wilde anderen hierover vertellen maar Belle wilde dit absoluut niet. John Black liet Rex en Cassie echter opnemen toen hij dit ontdekte en toen kwamen ze tot de vaststelling dat ze niet buitenaards waren, maar gewoon mensen.
Belle begon lessen te volgen aan de universiteit van Salem en verhuisde naar de campus samen met Shawn, de tweeling Rex en Cassie trokken ook bij hen in op de campus. Cassie was erg aangetrokken tot Shawn, maar hij bleef voor Belle kiezen.
Op oudejaarsavond 2002 trouwde Victor Kiriakis met Nicole Walker. Op het feest werd Colin Murphy vermoord. Shawn had op Colin geschoten, maar had hem niet geraakt. Hij dacht echter dat hij wel verantwoordelijk was voor zijn dood. Hij verbrak zijn relatie met Belle om dit te verwerken, zij kon dit echter niet begrijpen en ze verenigden zich nadat Larry Welch de misdaad bekende (hoewel Nicole de feitelijke dader was). Belle begon nu als stagiaire te werken bij haar vaders bedrijf Basic Black. Haar werkethiek contrasteerde fel met Shawns levenswijze waardoor ze uit elkaar gingen. Samen met Cassie en Mimi nam Belle deel aan de tv-realityshow Love is Blind en Belle won hiermee een afspraak met Philip Kiriakis, die nu op de marinebasis buiten Salem werkte. Later bleek dat hij niet enkel voor de marine werkte, maar ook voor de ISA waardoor Belle een aantal keer in de problemen geraakte door hem.
Op een modeshow van Basic Black werden lingerie- en zwemontwerpen van Belle geshowd. De show eindigde wel in mineur toen Bo en Hope aangevallen werden.
Belle kwam terug samen met Shawn en toen Abe Carver en Jack Deveraux vermoord werden was Belle helemaal in de war en wilde ze de liefde bedrijven met Shawn omdat ze elk moment dood konden zijn en dan hadden ze voor niets zo lang gewacht. Shawn gaf echter niet toe en wilde pas met haar naar bed gaan als ze getrouwd waren. Shawn en John regelden het zo dat Belle naar Milaan ging voor een opdracht voor Basic Black zodat ze niet in Salem zou zijn tijdens deze benarde tijden. De moorden bleven verdergaan en in totaal werden er negen moorden gepleegd vooraleer de moordenaar, Belles moeder Marlena, gevat werd. Belle kon niet geloven dat haar eigen moeder schuldig was en gaf haar zelfs een alibi voor een moord maar dat brak haar zuur op toen Shawns geliefde overgrootmoeder Alice het laatste slachtoffer van Marlena werd. Shawn voelde zich zelf schuldig en ging tijdelijk weg uit Salem.
Philip was er om Belle te troosten en hoewel ze zich eerst verzette gaf ze uiteindelijk toe aan zijn charmes. Toen Shawn terugkeerde was hij een compleet andere mens geworden. Hij uitte zijn haat voor Belle en Philip en begon iets met Jan. Philip en Belle verloofden zich maar dat veranderde zijn gevoelens niet. Pas op de dag van de bruiloft kwam Shawn tot de constatatie dat hij van Belle hield en hij verstoorde de ceremonie door op zijn motorfiets door het glazen raam van de kerk binnen te rijden, waarbij hij en Belle bijna om het leven kwamen. Dit hield het huwelijk echter niet tegen. Belle en Philip waren nu getrouwd al wist Belle diep in haar hart dat ze van Shawn hield. Belle wilde Philip de waarheid vertellen maar werd dan ontvoerd toen hij met de marine weg was. Shawn ging op pad om Philip te redden omdat hij wist dat Belle niet voor hem zou kiezen zolang Philip vermist was.
Shawn vond Philip terug en die was zwaargewond na een gevecht en Belle bleef bij hem. Belle baarde een dochter, Claire, die in feite de dochter was van Shawn, maar dit kwam pas later aan het licht. Door een in-vitrovergissing in het ziekenhuis werd Belle opnieuw zwanger van Shawn. Ze vertelde aan Philip dat ze niet van hem hield zoals ze van Shawn hield.
Nadat Belle te horen kreeg dat ze waarschijnlijk een miskraam zou krijgen en dat haar gezondheid in gevaar was besliste Philip, als echtgenoot, om de zwangerschap te beëindigen en het leven van Belle te redden. Belle was woedend op Philip omdat hij haar gezegd had dat hij het kind niet zou laten sterven. Uiteindelijk vergaf ze hem, maar hun huwelijk werd beëindigd.